# Poppone di Stablo
Poppone di Stablo, o Poppone di Deinze (Deinze, 978 – Marchiennes, 1048), fu un monaco belga, vissuto fra il X e l'XI secolo che divenne abate. Riformatore del monachesimo su disposizione dell'imperatore e santo Enrico II, introdusse la riforma di Cluny dirigendo, lungo tutta la sua vita attiva, ben 17 abbazie.

## Biografia

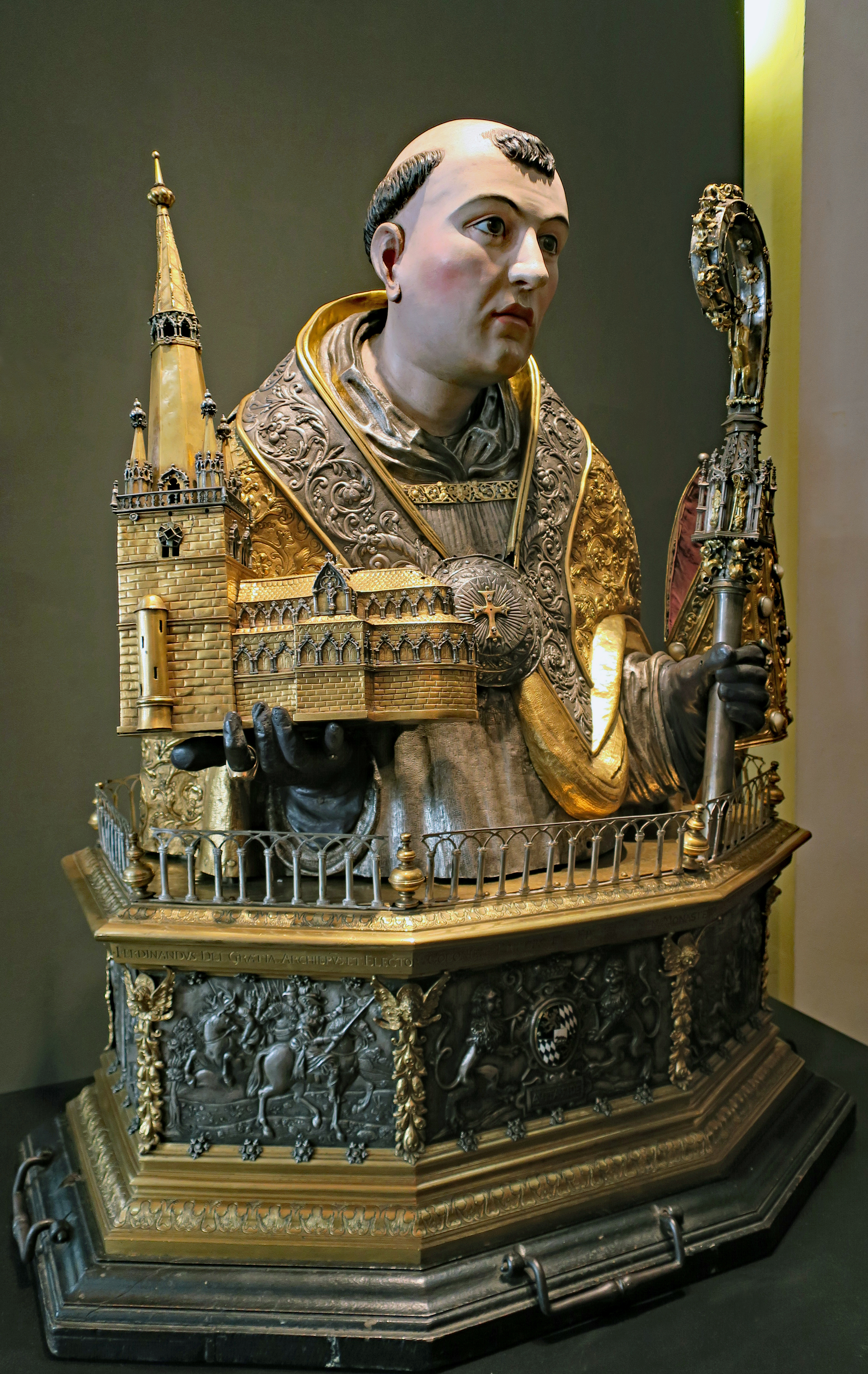
Urna reliquiaria

Poppone crebbe quale figlio unico di una nobile delle Fiandre. Già nel 978 il padre Tizekinus cadde in combattimento contro il re di Francia. Poppone ricevette un'educazione tipica della nobiltà di quei tempi. Partì, verso l'anno 1000 per un pellegrinaggio in Terra santa e sulla via del ritorno transitò nel 1005 da Roma. Un'esperienza traumatica lo indusse nello stesso anno ad entrare nel monastero benedettino di San Remigio a Reims. Nel 1008 fu chiamato dall'abate Riccardo nel monastero di San Vanne a Verdun. Nel 1013, per iniziativa del suo maestro Riccardo, divenne priore dell'abbazia di Saint-Vaast ad Arras.
Dopo aver conosciuto l'imperatore Enrico II, questi nel 1020 lo nominò abate nei monasteri di Stablo e di quella di Malmedy.
Nel 1023 divenne abate di San Massimino a Treviri e poi di Wissembourg; dopo il 1028 fu abate ad Echternach e nel 1032 nell'abbazia di San Gallo. In totale egli fu abate in diciassette diverse abbazie durante i regni di Enrico II e di Corrado II e fu da loro anche nominato ministro plenipotenziario. Sotto Enrico III però, perdette gran parte della sua influenza a corte.
Poppone instaurò nei monasteri ed abbazie di cui fu abate la riforma cluniacense, contro la resistenza dei monaci. Dopo la morte di Corrado II la riforma, che era vista anche come rimedio alla secolarizzazione, non venne più sostenuta, per cui egli nel Sacro Romano Impero non poté ottenere più alcun duraturo successo.
Poppone morì dopo un viaggio, durante il quale tentava di portare avanti la riforma.

## Culto
Canonizzato ufficialmente solo nel 1624, la sua memoria liturgica cade il 25 gennaio.